# Copa Bandeirantes
A Copa Bandeirantes foi um campeonato realizado com os melhores times da primeira, segunda e terceira divisão do Campeonato Paulista de 1994 e, o campeão desta competição teria direito a disputar a Copa do Brasil de Futebol do ano seguinte. O Corinthians faturou o troféu e carimbou o passaporte para a Copa do Brasil que venceria em 1995. O Torneio foi organizado pela Federação Paulista de Futebol.

## Participantes
1. Palmeiras  (São Paulo) - Campeão Paulista de 1994
2. São Paulo  (São Paulo) - Vice-Campeão Paulista de 1994
3. Corinthians (São Paulo) - Terceiro Lugar no Paulista de 1994
4. Santos (Santos) - Quarto lugar no  Paulista de 1994
5. América (São José do Rio Preto) - Quinto lugar no  Paulista de 1994
6. GE Novorizontino (Novo Horizonte) - Sexto lugar no Paulista de 1994
7. Araçatuba (Araçatuba) - Campeão da segunda divisão do Campeonato Paulista de 1994.
8. Nacional (São Paulo) - Campeão da terceira divisão do Campeonato Paulista de 1994.

## Primeira fase

### Grupo A

#### Resultados
1ªrodada

- 18 de julho - GE Novorizontino 1-0  São Paulo

- 19 de julho - Araçatuba     0-3  Corinthians

2ªrodada

- 21 de julho - Corinthians    4-1  São Paulo - Público: 2.187

- 21 de julho - GE Novorizontino 4-1 Araçatuba

3ªrodada

- 23 de julho - Corinthians   1-0  GE Novorizontino
- 25 de julho - Corinthians    4-0  Araçatuba

4ªrodada

- 29 de julho - São Paulo     4-0  Araçatuba

- 31 de julho - São Paulo    0-2  Corinthians - Público: 4.928

5ªrodada

- 31 de julho - Araçatuba     2-2  GE Novorizontino

- 3 de agosto - GE Novorizontino 3-1 Corinthians

6ªrodada

- 5 de agosto - São Paulo    1-1  GE Novorizontino

- 7 de agosto - Araçatuba      4-1 São Paulo

### Classificação
| Grupo A | Grupo A          | Grupo A | Grupo A | Grupo A | Grupo A | Grupo A | Grupo A | Grupo A | Grupo A | Grupo A | Grupo A | Grupo A |
| Time | Time             | Pts     | J       | V       | E       | D       | GP      | GC      | SG      |         |         |         |
| --- | ---------------- | ------- | ------- | ------- | ------- | ------- | ------- | ------- | ------- | ------- | ------- | ------- |
| 1 | Corinthians      | 10      | 6       | 5       | 0       | 1       | 15      | 4       | +11     |         |         |         |
| 2 | GE Novorizontino | 8       | 6       | 3       | 2       | 1       | 11      | 6       | +5      |         |         |         |
| 3 | São Paulo        | 3       | 6       | 1       | 1       | 4       | 7       | 12      | -5      |         |         |         |
| 4 | Araçatuba        | 3       | 6       | 1       | 1       | 4       | 4       | 15      | -11     |         |         |         |
| Pts – Pontos ganhos; J – Jogos; V - Vitórias; E - Empates; D - Derrotas; GP – Gols pró; GC – Gols contra; SG – Saldo de gols; |                  |         |         |         |         |         |         |         |         |         |         |         |

|  |                         |
|  | Classificado Para Final |

### Grupo B
Resultados
1ªrodada
- 20 de julho - América   2-0  Santos
- 22 de julho - Palmeiras 0-0  Santos

2ªrodada
- 22 de julho - América   0-0  Nacional
- 24 de julho - Santos    4-0  Nacional

3ªrodada
- 26 de julho - Palmeiras 0-0  América - Público: 438
- 28 de julho - Nacional  0-1  Palmeiras - Público: 324

4ªrodada
- 30 de julho - Santos    1-0  América

- 30 de julho - Palmeiras 0-0  Nacional - Público: 138

5ªrodada
- 1 de agosto - América   1-0  Palmeiras - Público: 1.278

- 2 de agosto - Nacional 0-1  Santos

6ªrodada
- 4 de agosto - Nacional  1-1  América

- 6 de agosto - Santos    2-1  Palmeiras - Público: 8.061

| Grupo B | Grupo B   | Grupo B | Grupo B | Grupo B | Grupo B | Grupo B | Grupo B | Grupo B | Grupo B | Grupo B | Grupo B | Grupo B |
| Time | Time      | Pts     | J       | V       | E       | D       | GP      | GC      | SG      |         |         |         |
| --- | --------- | ------- | ------- | ------- | ------- | ------- | ------- | ------- | ------- | ------- | ------- | ------- |
| 1 | Santos    | 9       | 6       | 4       | 1       | 1       | 8       | 3       | +5      |         |         |         |
| 2 | América   | 7       | 6       | 2       | 3       | 1       | 4       | 2       | +2      |         |         |         |
| 3 | Palmeiras | 5       | 6       | 1       | 3       | 2       | 2       | 3       | -1      |         |         |         |
| 4 | Nacional  | 3       | 6       | 0       | 3       | 3       | 1       | 7       | -6      |         |         |         |
| Pts – Pontos ganhos; J – Jogos; V - Vitórias; E - Empates; D - Derrotas; GP – Gols pró; GC – Gols contra; SG – Saldo de gols; |           |         |         |         |         |         |         |         |         |         |         |         |

|  |                         |
|  | Classificado Para Final |

## Final

### Primeiro jogo
| 9 de Agosto | Santos                                 | 3 – 6 | Corinthians                                                                             | Morumbi, São Paulo                         |
| 16:00       | Cerezo 27' · Macedo 56' · Neizinho 75' |       | Wilson Mano 12' · Tupãzinho 65' · Marcelinho Carioca 71' · Viola 83', 88' · Marques 86' | Público: 9,267 Árbitro: Edmundo Lima Filho |

### Segundo jogo
| 11 de Agosto | Corinthians | 1 – 1 | Santos       | Morumbi, São Paulo                                 |
| 16:00        | Gralak 21'  |       | Demetrios 8' | Público: 21,696 Árbitro: Cláudio Vinícius Cerdeira |

## Campeão
| Copa Bandeirantes de 1994                   |
| ------------------------------------------- |
| Sport Club Corinthians Paulista (1º título) |

## Estatísticas

### Maiores goleadas
- 9 de Agosto

Santos 3-6 Corinthians
- 25 de julho

Corinthians    4-0  Araçatuba
- 29 de julho

São Paulo     4-0  Araçatuba
- 24 de julho

Santos    4-0  Nacional
- 21 de julho

São Paulo    1-4  Corinthians

GE Novorizontino 4-1 Araçatuba
- 7 de agosto

Araçatuba      4-1 São Paulo

### Os melhores

#### Melhor ataque
- Corinthians - 22 Gols Marcados

#### Melhor defesa
- América - 2 Gols Sofridos

### Os piores

#### Pior ataque
Nacional - 1 Gol Marcado

#### Pior defesa
Araçatuba - 11 Gols Sofridos

### Jogo com maior número de gols
Santos 3x6 Corinthians - Total de Gols 9